# Télévision en Grèce
La télévision grecque commença à émettre en 1966. En 2011, elle compte de nombreuses chaînes publiques et privées.
Les premières tentatives d'émissions de télévision eurent lieu en 1965 et le 23 février 1966, I próto kanáli (ERT aujourd'hui ET1), la première chaine de télévision en langue grecque commençait à émettre. En 1970, EIR changea de nom pour devenir EIRT (Fondation de la Radiodiffusion et Télévision Hellénique). À cette date, il y avait deux chaînes en Grèce : ERT et YENED (ΥΕΝΕΔ), la chaîne appartenant à l'armée grecque. Cette chaîne faisait principalement la propagande de la dictature des colonels. En 1974, YENED resta sous contrôle de l'armée et conserva son nom. Au début des années 1980, YENED se transforma en ERT2 (aujourd'hui NET). Le 1er septembre 1987, une troisième chaîne, installée à Thessalonique (ERT3 encore aujourd'hui) fut créée.
Durant les 20 premières années de son existence, ERT n'émettait que de 17 h à minuit ou 2 h du matin. Depuis 1997, les trois chaînes émettent 24 h sur 24.
En 1989, les premières chaînes privées furent autorisées : MEGA puis Antenna TV.
Le gouvernement grec annonce le 11 juin 2013 l'arrêt de la diffusion des programmes des chaînes publiques, afin de les restructurer. Le 10 juillet 2013, une nouvelle télévision : la Télévision publique grecque (grec moderne : Ελληνική Δημόσια Τηλεόραση) commence à émettre, de façon temporaire (films et documentaires seulement), sur les canaux jusque-là utilisés par ERT. À terme, elle devrait être remplacé par un organisme permanent : NERIT (Nouvelle télévision, radio et internet grecques) .